# Wróbel rudogłowy
Wróbel rudogłowy (Passer castanopterus) – gatunek małego ptaka z rodziny wróbli (Passeridae). Występuje we wschodniej Afryce – w Somalii, Dżibuti, Etiopii i Kenii.

## Systematyka
Wyróżniono dwa podgatunki P. castanopterus:
- P. castanopterus castanopterus – Dżibuti, Somalia, wschodnia Etiopia
- P. castanopterus fulgens – południowa Etiopia i północna Kenia.

## Status
IUCN uznaje wróbla rudogłowego za gatunek najmniejszej troski (LC, Least Concern) nieprzerwanie od 1988 roku. Liczebność światowej populacji nie została oszacowana; ptak ten opisywany jest jako pospolity lub bardzo pospolity, choć w północnej Kenii rzadki. Trend liczebności populacji uznawany jest za stabilny.